# Bouhadid
Bouhadid é uma vila na comuna de El Ouata, na província de Béchar, Argélia. A vila está localizada na margem nordeste do rio Oued Saoura, ao norte de El Ouata e sudeste de Tamtert.